# Digora
Digora (en russe : Дигора́ ; en ossète : Дигорæ) est une ville de la république d'Ossétie-du-Nord-Alanie, une république autonome de Russie. Elle est le centre administratif du raïon de Digora. Sa population s'élevait à 10 462 habitants en 2013.

## Géographie
igora est située près de la rivière Oursdon, un affluent du Terek, à 10 km à l'ouest d'Ardon et à 45 km — 48 km par la route — à l'ouest de Vladikavkaz.

## Histoire
La ville a été fondée en 1852 par Digouraye Dilrou et a d'abord été le village de Volno-Khristianovski (Во́льно-Христиа́новский), rebaptisé plus tard Novokhristianovskoïe (Новохристиа́новское) et Khristianovskoïe (Христиа́новское). Elle a finalement été renommée Digora en 1934, d'après la région historique de Digorie qui l'entoure, et a le statut de ville depuis 1964.

## Population
Recensements (*) ou estimations de la population
| 1897* | 1911  | 1917  | 1921  | 1939* |
| ----- | ----- | ----- | ----- | ----- |
| 5 758 | 8 139 | 8 772 | 9 480 | 9 700 |

| 1949  | 1959* | 1970*  | 1979*  | 1989*  |
| ----- | ----- | ------ | ------ | ------ |
| 7 737 | 8 352 | 10 642 | 10 642 | 10 875 |

| 2002*  | 2006   | 2010*  | 2012   | 2013   |
| ------ | ------ | ------ | ------ | ------ |
| 11 819 | 11 400 | 10 457 | 10 674 | 10 462 |

## Lieux à voir
- Statue de Jésus-Christ aux bras tendus, semblable à lau célèbre statue de Rio de Janeiro;
- Allée de la Gloire, construite à Digora en 2000 et restaurée 14 ans plus tard;
- Musée de la culture et de l'éducation;
- Maison-musée de Khazbi Ourouïmagov;
- Maison-musée de Tsagolov;
- Statue de saint Georges, saint particulièrement honoré en Ossétie du Nord.